# Kràinie
Kràinie (en (ucraïnès): Крайнє) és un poble de la República Autònoma de Crimea a Ucraïna, que el 2014 tenia 875 habitants. Pertany al districte rural de Saki. Fins al 1948 la vila es deia Ibraïm-Bai.